# تالس ریتیون
تالس ریتیون (انگلیسی: ThalesRaytheon) شرکت صنایع جنگ‌افزاری آمریکایی فرانسوی است، که در سال ۲۰۰۱ توسط شرکت‌های ریتیان تکنالوجیز و گروه تالس تأسیس شد.